# Pachymetoides
Pachymetoides is een geslacht van vlinders van de familie spinners (Lasiocampidae).

## Soorten
- P. stigmatica (Strand, 1911)
- P. strandi (Tams, 1929)